# Alouette de Birmanie
Plocealauda microptera
Espèce
Statut de conservation UICN

 LC  : Préoccupation mineure
L'Alouette de Birmanie (Plocealauda microptera) est une espèce d’oiseaux de la famille des Alaudidae. 

## Description
Cette espèce mesure 13,5 à 15 cm.

## Répartition
Cette espèce est endémique de Birmanie.

## Alimentation
Cet oiseau consomme probablement des graines et des invertébrés mais son régime alimentaire n'est pas connu avec certitude.